# Macelo
Macelo (in greco antico: Μακελώ?, Makeló) è un personaggio della mitologia greca. Fu una dei Telchini.

## Genealogia
Callimaco scrive che sia figlia di Damone che secondo alcuni è lo stesso nome di Demonatte. 

Sposò Demonatte che la rese madre di Dessitea.

## Mitologia
Macelo, secondo Ovidio perì assieme a tutti i Telchini quando gli dèi, offesi dalla loro arroganza, decisero di distruggerli mentre invece secondo altri si salvò assieme alla figlia Dessitea.